# تائو هونگ
تائو هونگ (Chinese ; متولد ۱۵ ژانویه ۱۹۷۲) یک هنرپیشه چینی و شناگر سابق است. او قهرمان بازی‌های ملی چین، بخشی از تیم ملی چین در چندین مسابقه شنای همزمان از سال ۱۹۸۷ تا ۱۹۹۱، از جمله مسابقات قهرمانی ورزش‌های آبی جهان در سال ۱۹۹۱ بود.
تائو به عنوان یک بازیگر، برای فیلم‌هایی مانند رنگ‌های نابینایان (۱۹۹۷) و فراموش کردن شناخت شما (۲۰۱۳) تحسین گسترده‌ای دریافت کرده است. در سطح بین‌المللی، تائو احتمالاً بیشتر به خاطر نقش کوچکش در فیلم برنده جایزه اسکار ویولن قرمز (۱۹۹۸) شناخته می‌شود.

## فیلمگرافی

### فیلم‌ها
| سال  | عنوان انگلیسی                  | عنوان اصلی                   | نقش                 | یادداشت‌ها      |
| ---- | ------------------------------ | ---------------------------- | ------------------- | -------------- |
| ۱۹۹۴ | در گرما آفتاب                  | روزهای روشن                  | یوبی بیبی           |                |
| ۱۹۹۷ | رنگ‌های کور                     | چشم سیاه                     | دینگ لیهوا          |                |
| ۱۹۹۸ | ویولن قرمز                     | ویولن قرمز                   | چِن گانگ             |                |
| ۱۹۹۹ | یک دنیای جدید زیبا             | دنیای جدید                   | هوانگ جین فانگ      |                |
| ۱۹۹۹ | توافق کردند که از هم جدا نشوند | گفت خوب نمیشه                | لو شینشین           |                |
| ۲۰۰۰ | خوشبختی                        | -باشه.                       | یولان               | فیلم تلویزیونی |
| ۲۰۰۰ | زمان‌های شاد                    | 幸福时光                     | بازدید کننده ترامور |                |
| ۲۰۰۰ | قلب روشن                       | 明亮的心                     | لی روئی             |                |
| ۲۰۰۲ | عاشق آسمان                     | عاشقِ آسمان                   | ژو لنگ              |                |
| ۲۰۰۲ | خطر اصلی                       | 极度险情                     | جینگ هوئی           |                |
| ۲۰۰۲ | فرشته‌های تنها                  | "توانا"                      | او "جِلِنگ"           |                |
| ۲۰۰۳ | آسمان عشق                      | 情 ⁇ 一线                    | سو یاقین            |                |
| ۲۰۰۴ | مالک همه چیز                   | خودآرام                      | آریان               |                |
| ۲۰۰۵ | گل لاله                        | 十全十美之丁香花开           | لیو سیهوآ           | فیلم تلویزیونی |
| ۲۰۰۵ | راز                            | 秘密                         | شیاؤ شیاؤ           | فیلم تلویزیونی |
| ۲۰۰۶ | در آبی                         | 浅蓝深蓝                     | مادر کیون           |                |
| ۲۰۰۶ | آسپرین                         | آصفین                        | خودش                | کمو            |
| ۲۰۰۷ | ۳ عکس داغ شهر                  | سومین نوع گرما               | نجیبه               |                |
| ۲۰۰۷ | دختر ناشناخته                  | سومین شخص                    | شیاؤ فنگ            |                |
| ۲۰۰۸ | تله ازدواج                     | 婚礼۲۰۰۸                     | دینگ شیاوتاؤ        |                |
| ۲۰۱۰ | اینم شانس                      | 財神到                       | یانگ سوجوان         |                |
| ۲۰۱۰ | "بیل باس" من                   | "منشخصه زیبایی"              | صاحب کافه           |                |
| ۲۰۱۰ | شما سزاوار مجردی هستید         | زنده تا تنهایی               | ژو مِی               |                |
| ۲۰۱۱ | مردم کوهستان مردم دریا         | ⁇ ⁇ ♂                        | تیانکسین            |                |
| ۲۰۱۱ | یانگ شانژو                     | ⁇ 善洲                       | یانگ جینگلان        |                |
| ۲۰۱۲ | اسلحه‌ها و گل رزها              | 黄金大劫案                   | فانگ میرد           |                |
| ۲۰۱۲ | گم شده در تایلند               | مردم دوباره راه می‌روند       | -آنه                |                |
| ۲۰۱۳ | فراموش کردن تو                 | فراموش کردم که تو رو درک کنم | چن شوشونگ           |                |
| ۲۰۱۳ | سرزمین هیچ‌کس                   | 无人区                       | خانم " Xing "       |                |
| ۲۰۱۵ | در هنگ کنگ گم شده              | 港 ⁇                         | ارائه دهنده جایزه   | کمو            |
| ۲۰۱۶ | آقای نیان                      | سال جنگ بزرگ                 | مادربزرگ            | بازیگری صدا    |
| ۲۰۱۸ | تا چه وقت تو رو دوست دارم      | 超时空同居                   | مدیر فروشگاه        |                |
| ۲۰۱۹ | مردمم، کشورم                   | من و پدرم                    |                     |                |
| ۲۰۱۹ | پرستش                          | ⁇ 爱                         |                     |                |
| ۲۰۲۰ | مردمم، وطنم                    | من و خانهٔ من                 | ژیانگ شیاوونگ       | [ ۱ ]          |

### تلویزیون
| سال  | عنوان انگلیسی                             | عنوان اصلی             | نقش                     | یادداشت‌ها                     |
| ---- | ----------------------------------------- | ---------------------- | ----------------------- | ----------------------------- |
| ۱۹۹۶ | مروارید اژدها                             | 龙珠                   | یانگ نا                 |                               |
| ۱۹۹۶ | داستان هنگ کنگ                            | داستان هنگ کنگ         | ژینگ آدای (جوان)        |                               |
| ۱۹۹۶ | مردان در واقع سخت‌ترین کار را انجام می‌دهند | در واقع، سخت‌ترین مردها | دیدی                    |                               |
| ۱۹۹۷ | صفحه دادن مادر                            | 寻呼 ⁇                 | مُ چنگ                   |                               |
| ۱۹۹۷ | آینهٔ روشن بالا آویزان                     | 明鏡高懸               | گاو مینجینگ             |                               |
| ۱۹۹۸ | ثبت نام نام سفر کنگسی                     | 康 ⁇ 微服私訪記        | لوو جین هانگ            |                               |
| ۱۹۹۸ | بذاریم تو یه بار ملاقات کنیم              | ⁇ ⁇ 酒吧               | تو اینکارو کردی         |                               |
| ۱۹۹۹ | جایی که رؤیاها شروع شدند                  | 梦开始的地方           | شاووهی                  |                               |
| ۱۹۹۹ | طلاق                                      | طلاق                   | خانم مامان              |                               |
| ۱۹۹۹ | زنان زیبا                                 | 千 ⁇ 百 ⁇              | یوجیاؤ و یومی           |                               |
| ۲۰۰۰ | آفرینش ستاره‌ها                            | 明星 ساخت              | شین یون                 |                               |
| ۲۰۰۰ | "سوزی آفتاب"                              | 春光 ⁇ 爛豬八戒        | شیاوونگ                 |                               |
| ۲۰۰۰ | ایستگاه عشق                               | 爱情 ⁇ 站              | لیو چنگچینگ             |                               |
| ۲۰۰۰ | موارد غیرمعمول                            | خیلی قضیه              | وی یو                   |                               |
| ۲۰۰۰ | قهرمان چین                                | چین چین چین چین        | بیزو                    |                               |
| ۲۰۰۱ | دیگر نمی‌توانم دست از کار بگذارم           | نمیتونم                | استاد لیو               |                               |
| ۲۰۰۱ | کرم انسان                                 | انسان                  | تاؤ هونگ                | خودش                          |
| ۲۰۰۱ | یک چوب خنده دار                           | ⁇ خنده بزرگ            | ژوانگ ونگینگ            |                               |
| ۲۰۰۲ | هیچ چیز در آینه نیست                      | آینه                   | آفتاب یان               |                               |
| ۲۰۰۲ | عاشق آسمان                                | "توانا"                | شیاوتاو                 | بخش پنجم: "شمس تانی" (日光浴) |
| ۲۰۰۳ | شمشیر آسمان و شمشیر اژدها                 | 倚天屠龍記             | جی شیاوفو               |                               |
| ۲۰۰۳ | همسایه‌های خیلی دور                        | همسایه                 | سو تینگ                 |                               |
| ۲۰۰۳ | همه آماده                                 | در هر نقطه             | ژیا لی                  |                               |
| ۲۰۰۴ | پشت خورشید                                | 太阳背面               | گانگ نی                 |                               |
| ۲۰۰۴ | زن پشت زن                                 | زن پشت زن              | آزی                     |                               |
| ۲۰۰۴ | گل‌های لوتوس از آب                         | آب                     | لین تینگ                |                               |
| ۲۰۰۵ | خاندان شیانفنگ: فانتزی پشت پرده           | ⁇ 丰王朝之一 ⁇ 幽梦    | یهنارا لانر             |                               |
| ۲۰۰۵ | ایستگاه‌های حمل و نقل زیرزمینی             | ایستگاه حمل و نقل زمین | لین جینگ                |                               |
| ۲۰۰۵ | امپراتور در سلسله هان                     | 漢武大帝               | لیو لینگ                |                               |
| ۲۰۰۵ | مهم نیست چه اتفاقی افتاد، احساساتی نشوید  | 动什么别动情绪         | اون " جیاکی "           |                               |
| ۲۰۰۵ | تشخیص تأکید                               | تحقیق در مورد پرونده   | " ی چیانگ " و " ی قین " |                               |
| ۲۰۰۵ | رنگ زندگی                                 | رنگ زندگی              | یان نی                  |                               |
| ۲۰۰۶ | داستان‌های اداره مالیات                    | 税务所的故事           |                         |                               |
| ۲۰۰۶ | شب تاریک                                  | شب‌ها                   | یورونگ                  |                               |
| ۲۰۰۶ | داستان چینی                               | داستان چین             | لیو لین                 |                               |
| ۲۰۰۷ | پرستار                                    | نگهبان                 | ما شاوهی                |                               |
| ۲۰۰۷ | چانکاؤ                                    | 春草                   | چانکاؤ                  |                               |
| ۲۰۰۷ | برادران                                   | 亲兄弟热弟             | جین فینگ                |                               |
| ۲۰۰۷ | زنان پلیس ویژه                            | خیلی زن پلیس           | سو وان چینگ             |                               |
| ۲۰۰۷ | ماجراجویی‌های المپیک فووا                  | 福娃奥运漫游记         | بیبی                    | بازیگری صدا                   |
| ۲۰۰۸ | خانهٔ قرن‌ها                                | 百年老宅               | گویوا                   |                               |
| ۲۰۱۰ | پرستار و امنیت                            | مراقبت و امنیت         | چانگ ژائو               |                               |
| ۲۰۱۰ | کوارته مادر                               | 准 ⁇ 四重奏            | پان شیاؤیان             |                               |
| ۲۰۱۱ | برای همیشه وفادار                         | وفاداری همیشه          | وانگ شاوقین             |                               |
| ۲۰۱۱ | پدرم یه بانک است                          | پدرم یه تیم بود        | تانگ شومئی              |                               |
| ۲۰۱۲ | زوج‌ها که خانه ای می‌خرند                   | 买房夫妻               | ون هونگچی               |                               |
| ۲۰۱۴ | سرخ                                       | 紅色                   | تیان دان                |                               |
| ۲۰۱۵ | دانشمندان زمان‌های سرنگونی                 | 亂世書香               | نیوان                   |                               |
| ۲۰۱۹ | یک جلسه کوچک                              | کوچولو                 | سونگ قیان               |                               |
| ۲۰۲۱ | شهر معدن                                  | ⁇ 宁镇                 | فوو ما                  | [ ۲ ]                         |
| ۲۰۲۱ | بی‌ارزش                                    | 婆婆的 ⁇ 子            | خانم ننگ                |                               |